# Ginzia haradai
Ginzia haradai är en fjärilsart som beskrevs av Suguru Igarashi 1973. Ginzia haradai ingår i släktet Ginzia och familjen juvelvingar. Inga underarter finns listade i Catalogue of Life.